# 东京梦华录
《東京夢華錄》，凡十卷，作者為孟元老，是一本描寫北宋宣和年間东京汴梁城（現河南省開封市）的社会生活舊事之著作。「夢華」一詞出自「夢遊華胥之國，其樂無涯」。此書完成於南宋年間，時局不安。作者追憶舊時北宋繁華景象，彷彿一夢。

## 图书内容
孟元老於史無載，清代學者常茂徕以为孟元老可能是孟揆。《東京夢華錄》記載北宋徽宗年間汴梁城的景觀，包括当时的城郭河流、大内诸司、街巷店肆、民风俗尚、市井遊观、岁时物货。如飲食起居中，酒店“必有廳院，廊廡掩映，排列小閣子，吊窗花竹，各垂簾幕，命妓歌笑，各得穩便”，開封城有「夜市」、「早市」和「鬼市」。居民消费数量十分巨大，据《东京梦华录》卷二“朱雀门外街巷”条说：“唯民间所宰猪，须从此入京，每日至晚，每群万数”。
汴京是当时北宋的政治经济中心，《東京夢華錄》描述當時奢侈之社会风气：“举目则青楼画阁，绣户珠帘。雕车竞驻于天街，宝马争驰于御路，金翠耀目，罗绮飘香；新声巧笑于柳陌花衢，按管调弦于茶坊酒肆。八荒争凑，万国咸通。集四海之珍奇，皆归市易；会寰区之异味，悉在庖厨。”

## 图书目录
《東京夢華錄》，凡十卷。
- 卷一：東都外城、舊京城、河道、大內、內諸司、外諸司
- 卷二：御街、宣德樓前省府宮宇、朱雀門外街巷、州橋夜市、東角樓街巷、潘樓東街巷、酒樓、飲食果子
- 卷三：馬行街北諸醫鋪、大內西右掖門外街巷、大內前州橋東街巷、相國寺內萬姓交易、寺東門街巷、上清宮、馬行街鋪席、般載雜賣、都市錢陌、雇覓人力、防火、天曉諸人入市、諸色雜賣
- 卷四：軍頭司、皇太子納妃、公主出降、皇后出乘輿、雜賃、修整雜貨及齋僧請道、筵會假賃、會仙酒樓、食店、肉行、餅店、魚行

## 外部連結
- 王德威：〈千年华胥之梦：董启章、孟元老“梦华体”叙事（页面存档备份，存于）〉。
- 東京夢華錄 - 開放文學